# 夸呂
夸呂（かりょ / こりょ、生年不詳 - 591年）は、吐谷渾の首長。

## 生涯
伏連籌の子として生まれた。伏連籌が死去すると、夸呂が後を嗣いだ。可汗を号し、青海の西15里の伏俟城にいた。城郭はあったがそこに居住せず、穹廬に常居し、水や草を求めて牧畜した。興和年間、趙吐骨真を使者として東魏に派遣し、夸呂の従妹を孝静帝の嬪としてめあわさせた。夸呂も北魏の済南王元匡の孫娘である広楽公主を妻として迎えた。
夸呂は大統年間に西魏に遣使して馬や羊・牛などを贈っていたが、同時期に西魏領への侵犯もおこなっていた。553年、西魏の宇文泰が大軍を率いて姑臧に進軍すると、夸呂は西魏に遣使して方物を献上した。夸呂は北斉とも通交していたことから、西魏の涼州刺史の史寧は軽騎を率いてその使者の帰路を待ち伏せ、吐谷渾の僕射の乞伏触抜や将軍の翟潘密や胡族の商人240人を涼州西赤泉で捕らえた。555年、西魏の史寧と突厥の木汗可汗が夸呂を襲撃してその妻子を捕らえた。
559年、夸呂は北周の涼州を攻撃し、刺史の是云宝を戦死させた。北周の賀蘭祥と宇文貴が出兵してきたため、夸呂は部下の広定王と鍾留王を向かわせて阻ませたが、賀蘭祥らに敗れて広定王らは逃走した。さらに周軍は吐谷渾の洮陽・洪和の2城を攻め落とした。保定年間、夸呂は前後3回にわたって北周に遣使して方物を献上した。566年、吐谷渾の龍涸王莫昌が部衆を率いて北周に降り、その地が扶州とされた。567年5月、夸呂は北周に遣使して朝貢した。576年、吐谷渾で内乱が起こった。北周の武帝は皇太子宇文贇に命じて吐谷渾に遠征させた。周軍は青海を渡って伏俟城に達した。夸呂は逃走して、取り残された人々は周軍に捕らえられた。577年、夸呂は北周に遣使して朝貢した。578年、吐谷渾の趙王他婁屯が北周に降った。
581年、夸呂は隋の弘州に侵攻した。隋の文帝は上柱国の元諧に数万の兵を与えて派遣した。元諧は吐谷渾の定城王鍾利房や太子の可博汗を撃破し、多くを捕斬した。夸呂は恐れて逃走し、吐谷渾の名王17人と公侯13人が隋に降った。文帝は降伏した者の中で高寧王移茲裒が人心を得ていたことから、大将軍に任じ、河南王に封じた。583年、夸呂は隋の臨洮に進攻し、旭州刺史の皮子信を敗死させた。隋の汶州総管梁遠と爾汗山で戦い、1000人あまりを斬られると、逃げ帰った。まもなく隋の廓州に進攻したが、州兵に撃退された。
夸呂は在位半世紀におよび、たびたび怒りに任せてその太子を廃殺した。後の太子は廃殺を恐れて隋と通じ、夸呂を捕らえて隋に降ろうと計画した。隋の河間王楊弘はこれに呼応して兵を動かそうと願い出たが、文帝の裁可が下りなかった。太子の計画は夸呂に漏れて、夸呂は太子を殺害した。夸呂の末子の嵬王訶が太子となった。588年、吐谷渾の名王拓跋木弥が隋に亡命した。この年、河南王移茲裒が死去し、弟の樹帰が後を嗣いだ。589年、夸呂は隋が南朝陳を滅ぼしたのを恐れて、保険に逃亡し、隋に侵攻しようとしなくなった。
591年、夸呂が死去すると、子の世伏が後を嗣いだ。

## 参考資料
- 『魏書』吐谷渾伝
- 『周書』異域伝下
- 『北史』四夷伝下
- 『隋書』西域伝